# Karszówek
Karszówek este o arie protejată (sit de importanță comunitară — SCI) din Polonia întinsă pe o suprafață de 486,26 ha, integral pe uscat.

## Localizare
Centrul sitului Karszówek este situat la coordonatele 50°44′38″N 17°10′14″E / 50.744°N 17.1705°E.

## Înființare
Situl Karszówek a fost declarat sit de importanță comunitară în octombrie 2009 pentru a proteja 7 specii de animale.

## Biodiversitate
Situată în ecoregiunea continentală, aria protejată conține 4 habitate naturale: Pajiști cu Molinia pe soluri calcaroase, turboase sau argilos-nămoloase (Molinion caeruleae), Fânețe de joasă altitudine (Alopecurus pratensis, Sanguisorba officinalis), Păduri aluvionare cu Alnus glutinosa și Fraxinus excelsior (Alno-Padion, Alnion incanae, Salicion albae), Păduri mixte riverane de Quercus robur, Ulmus laevis și Ulmus minor, Fraxinus excelsior sau Fraxinus angustifolia, de-a lungul marilor râuri (Ulmenion minoris).
La baza desemnării sitului se află mai multe specii protejate:
- amfibieni (1): buhai de baltă cu burta roșie (Bombina bombina)
- mamifere (1): vidră de râu (Lutra lutra)
- nevertebrate (5): fluturele purpuriu (Lycaena dispar), Ophiogomphus cecilia, Osmoderma eremita, Phengaris nausithous, Phengaris teleius